# Убрус (иконопись)
Убру́с (ст.‑слав. ѹбрѹсъ — «плат, платок, полотенце», от ст.‑слав. бръснѫти, брысати — «тереть») — изображение полотна в иконописи и монументальной храмовой живописи.
«Спас на убрусе» — один из двух типов иконографии Иисуса Христа «Спас Нерукотворный», в котором лик Спасителя изображён на фоне убруса — светлого полотенца (второй тип — «Спас на чрепии»). Иногда убрусом называют сам образ.
В системе храмовой росписи убрус (полотенца) — живописная имитация узорной ткани, используется для оформления нижних ярусов стен. Таким образом, святые образы находятся выше уровня человека, белая драпировка нижних ярусов призвана создать ощущение торжественности и чистоты. При этом нижняя, наиболее повреждаемая, часть росписи может быть без особого труда поновлена. Другим способом оформления нижних уровней стен является мрамор (в Византии, архитектуре барокко) и роспись стен под камень (мраморировка).

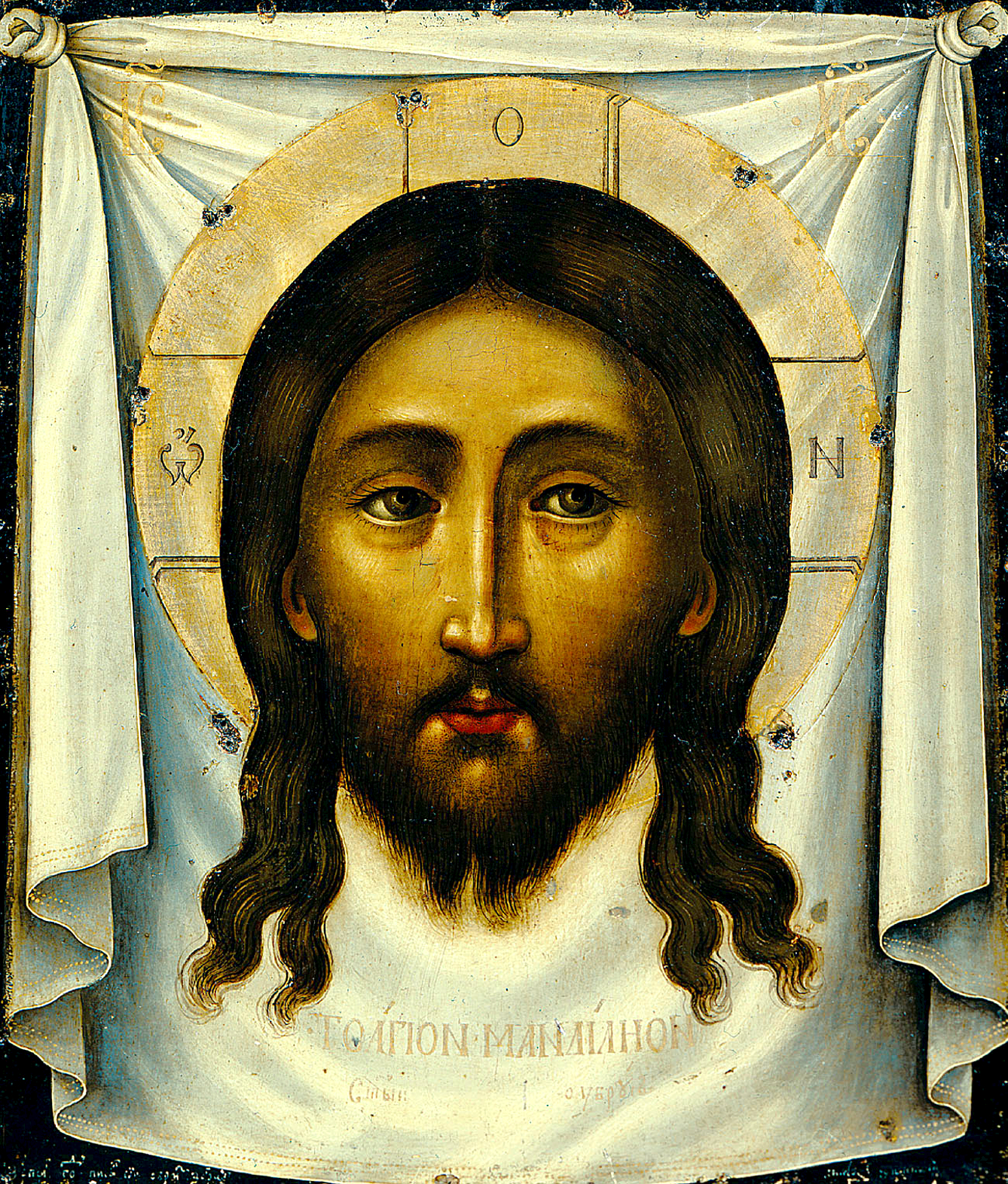
Спас Нерукотворный на убрусе (Св. Мандилион). Симон Ушаков. 1658 г.
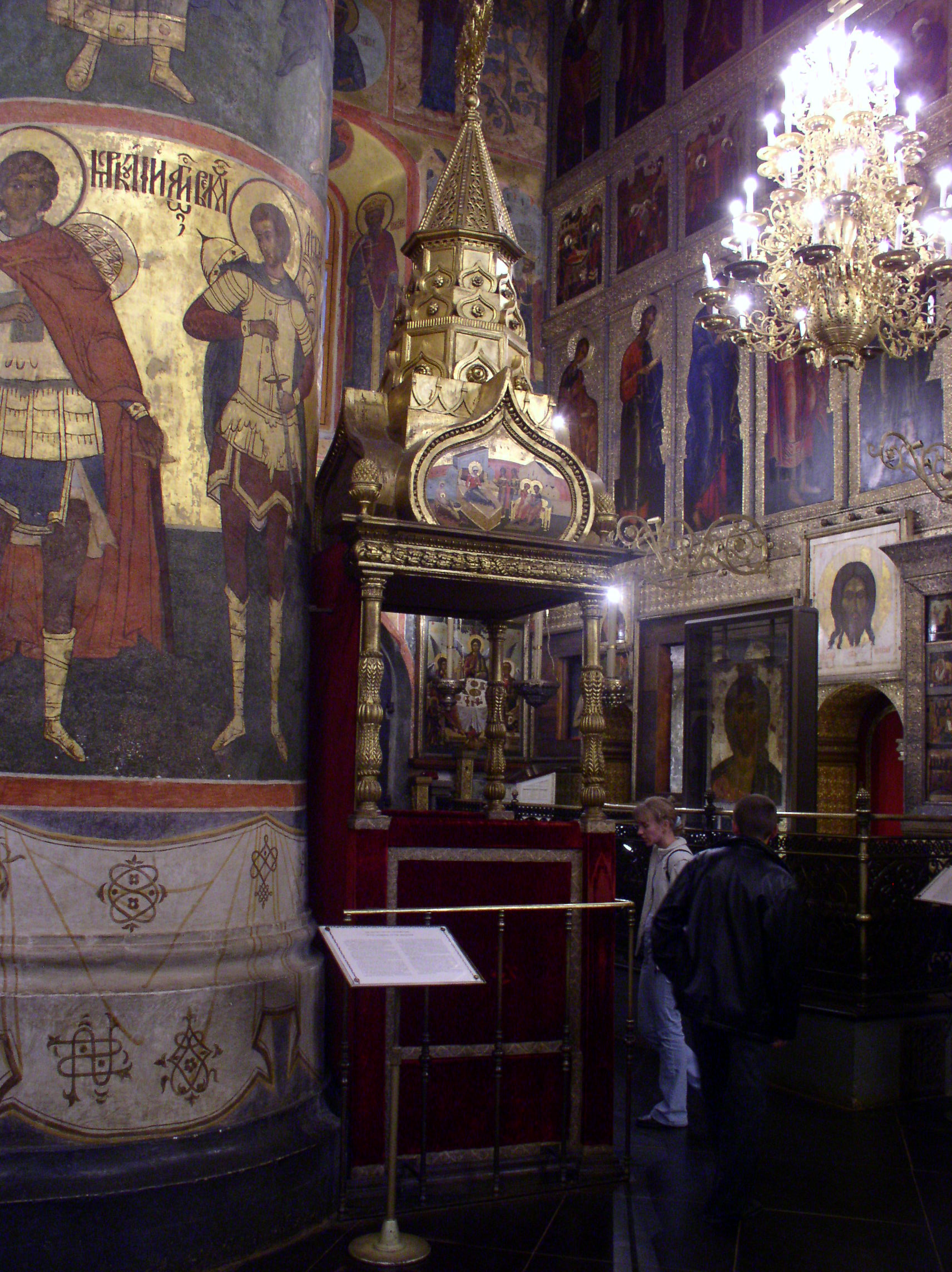
Декорированный убрусом нижний ярус столпов в Успенском соборе Московского кремля
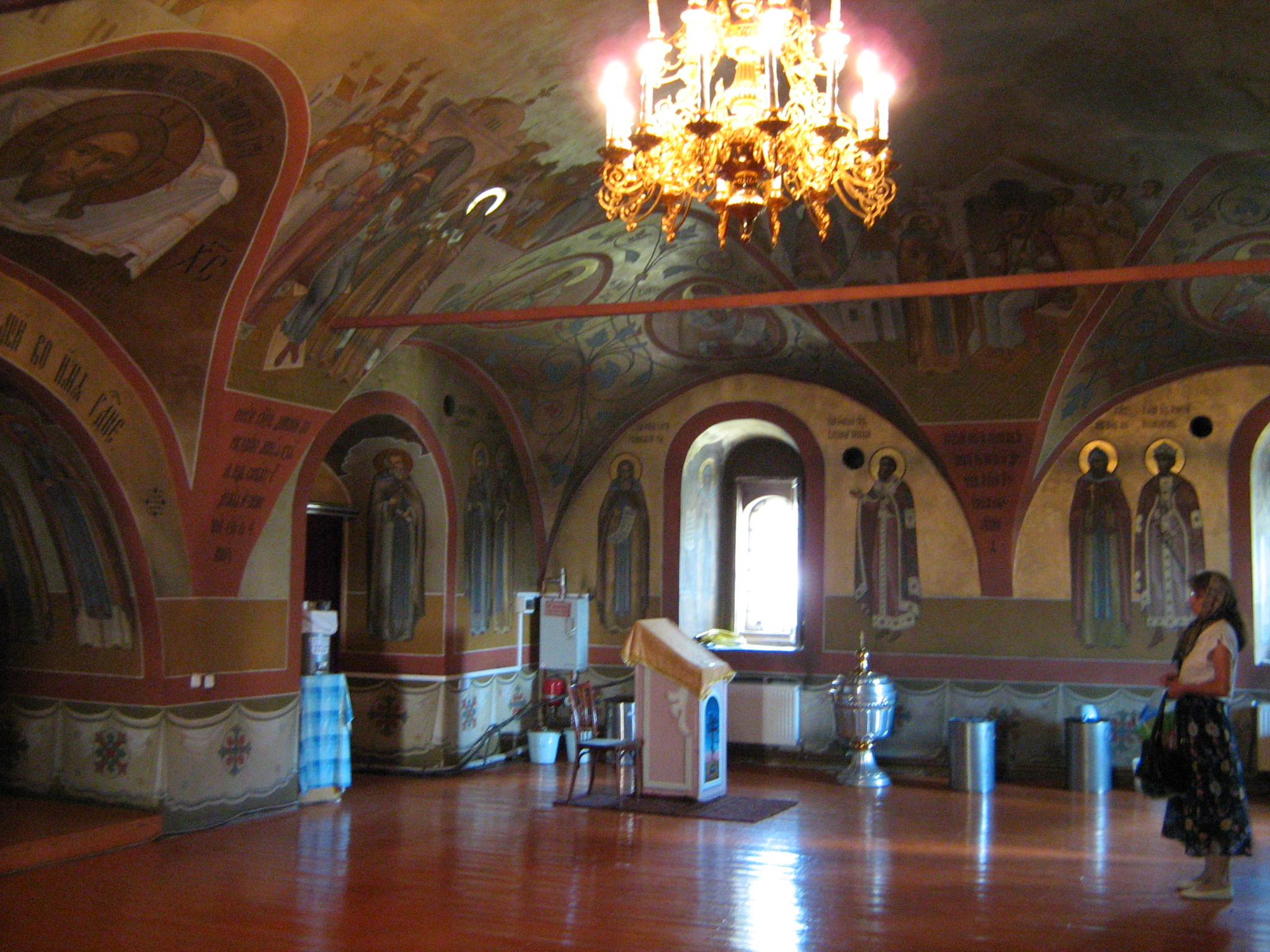
Спас Нерукотворный на своде и убрус в нижнем ярусе трапезной собора Вознесенского Печерского монастыря в Нижнем Новгороде
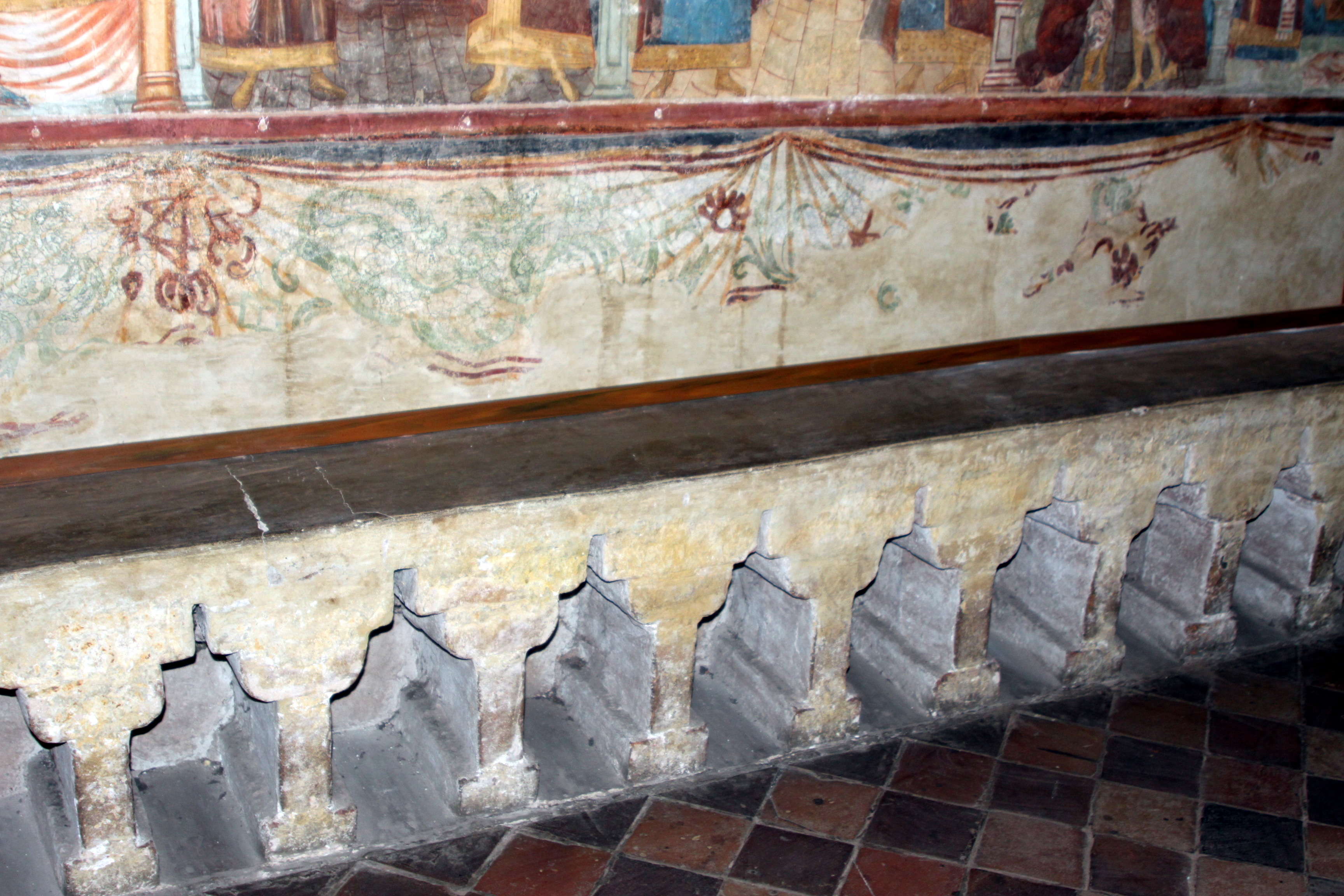
Оформление убрусом нижней части стены над скамьёй. Паперть церкви Ильи Пророка в Ярославле
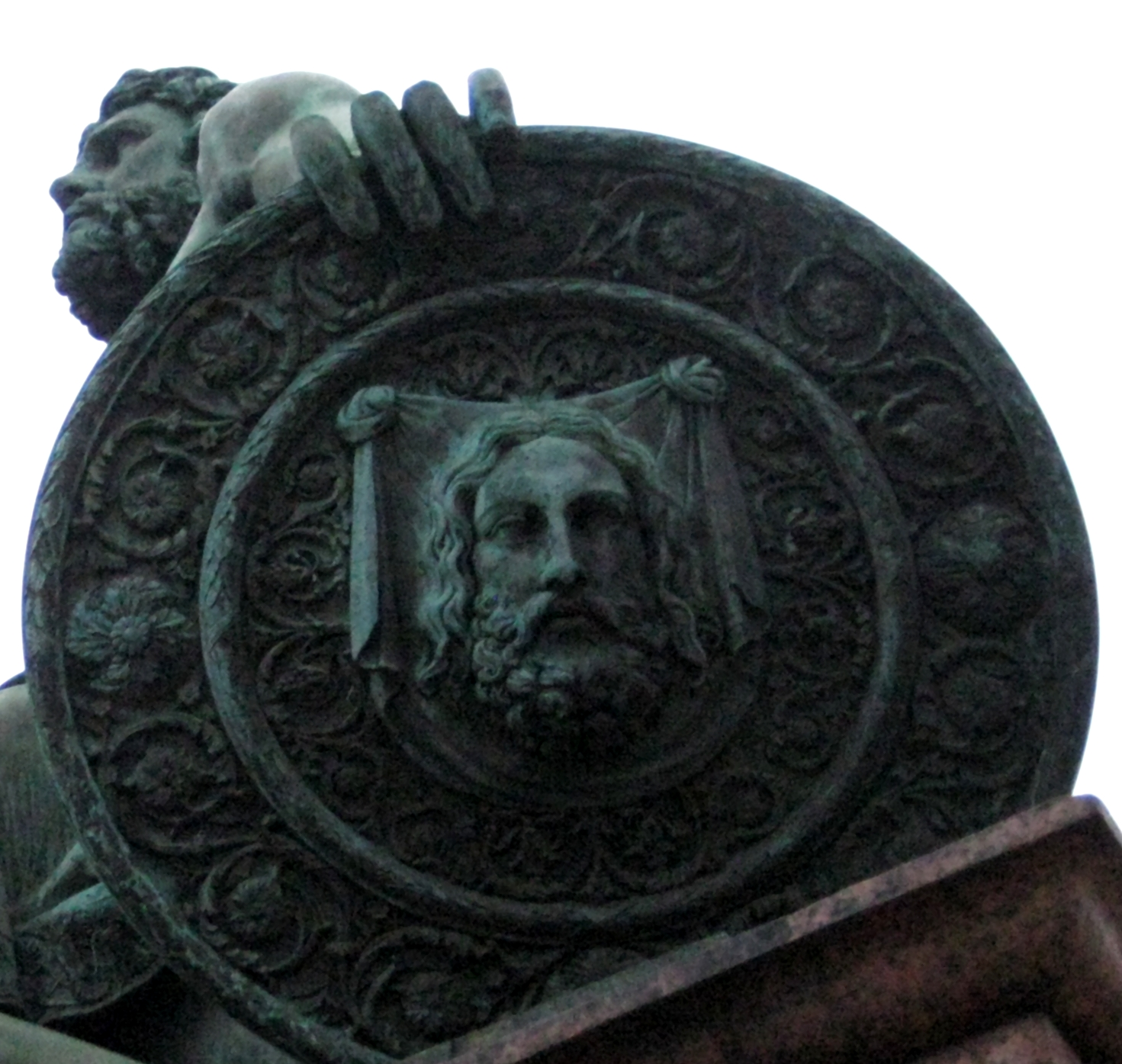
«Спас на убрусе» на щите князя Пожарского

## Сходные значения
Убрусом также называют полотенце, которым покрывают икону, и шире, любые некованые ризы (например, из жемчуга и бисера).